# ديبورتيس كولتشاغوا
نادي كولتشاغوا الرياضي (بالإسبانية: Colchagua Club de Deportes)‏ هو نادي كرة قدم تشيلي، في سان فرناندو في تشيلي. يلعبون حاليًا في الدوري التشيلي الدرجة الثانية.